# Konica Minolta Tower Centre
Konica Minolta Tower Centre ist die Bezeichnung eines Aussichtsturm im kanadischen Niagara Falls. Der 99 Meter hohe Turm in unmittelbarer Nähe zu den Horseshoe Falls der Niagarafälle beherbergt in seinem mehrstöckigen Turmkorb auch ein Hotel und ein Restaurant. Nach Renovierungsarbeiten wurde der Turm weiß gestrichen, das Werbebanner entfernt und die außen angebrachte Digitaluhr entfernt. Drei Jahre nach Eröffnung des Konica Minolta Tower wurde der unweit davon stehende Skylon Tower eröffnet.

## Geschichte
Der Bau des Aussichtsturms an den Niagarafällen begann am 15. März 1961. Während der Bauarbeiten ereignete sich ein kleiner Brandunfall am 2. September 1961, welche sich durch eine Propangasexplosion während des Transports von Beton ereignete. Die Sachschäden blieben gering und neun Menschen erlitten leichte Brandverletzungen. Die Eröffnung des Turms erfolgte am 1. Juli 1962.
Der Turm hieß ursprünglich Seagram Tower und änderte aufgrund von zahlreichen Eigentümerwechseln seinen Namen. So hieß er 1969 Heritage Tower, 1971 Royal Inn Tower, 1972 Royal Center Tower, 1973  Panasonic Tower, von 1984 bis 2007 Minolta Tower und trägt seit 2008 seinen heutigen Namen Konica Minolta Tower Centre.

## Beschreibung
Im 25. Obergeschoss des Turms befindet sich das öffentlich zugängliche Aussichtsdeck, welches vom Boden bis zur Decke mit blendfreiem Glas für eine bessere Aussicht ausgestattet ist. Dort befinden sich neben historischen Fotografien auch Informationen zum Bau des Turms sowie Ferngläser. Auf derselben Ebene wie das Aussichtsdeck befindet sich ein 2005 renoviertes Gourmet-Restaurant.
Während der Turm in den 1960er Jahren die Skyline der Stadt mitbestimmte, verringerte sich der prägende Einfluss durch den zunehmenden Bau von Hotelhochhäusern im Stadtbezirk Fallsview, in welchem der Turm steht.